# Stenoporpia anastomosaria
Stenoporpia anastomosaria är en fjärilsart som beskrevs av Grossbeck 1908. Stenoporpia anastomosaria ingår i släktet Stenoporpia och familjen mätare. Inga underarter finns listade i Catalogue of Life.